# Digitales Museum
Ein Digitales Museum ist ein digitales Informationssystem, das Bilder und Beschreibungen von Exponaten unter musealen Zielen zusammengefasst hat und zum Beispiel im World Wide Web veröffentlicht. In der Regel werden hierbei die realen Sammlungsobjekte nicht nur formal erschlossen, sondern auch inhaltlich beschrieben. Digitalisate dienen der Visualisierung der realen Objekte. Die Ausstellungsstücke in einem digitalen Museum müssen nicht allein von nur einem real existierenden Museum stammen, sondern es können Exponate von verschiedenen Museen zu einem Thema vereint werden. Digitale Museen ähneln digitalen Archiven und digitalen Bibliotheken. Einige digitale Museen gehören zum allgemeinen Kulturerbe.

## Definition
Ein digitales Museum wird oft als ein computer- bzw. multimedialunterstütztes Museum beschrieben. Hier bedeutet digitales Museum jedoch die Web-Präsenz eines Museums, das im Netz auch seinen Auftrag zur Information und Bildung wahrnimmt und digital Exponate zur Verfügung stellt. Digitale Museen verschieben den Fokus vom Objekt hin zur Information, welche den Besuchern geboten wird, und stehen damit ganz in der Tradition des Informationszeitalters. Deshalb soll bei der Aufbereitung von Exponaten digitaler Museen der Kontext ins Zentrum gestellt und von den Objekten abgerückt werden. Die bloße Digitalisierung, wie durch Scannen oder Fotografieren, realer Museumsobjekte und Veröffentlichung der Bilder auf einer Homepage ist unzureichend. Die Objekte müssen für den Besucher durch Kontext und Information zugänglich gemacht werden. Der informationelle Mehrwert besteht außerdem in der Möglichkeit der Verlinkung, die in digitaler Form besser gegeben sein kann als in physischen, realen Museen.
Gegenüber dem digitalen Museum als Anreicherung oder Erweiterung des physischen Museums ist ein virtuelles Museum gemäß der ViMM-Arbeitsdefinition eine digitale Entität, die die Merkmale eines Museums nutzt, um das Museum durch Personalisierung, Interaktivität, Benutzererfahrung und inhaltliche Anreicherung zu ergänzen, zu erweitern oder zu ergänzen. Ein virtuelles Museum ist damit potentiell unabhängig von physischen Museen. Sowohl das physische als auch das virtuelle Museum teilen eine gemeinsame Verpflichtung zur institutionellen Validierung von Inhalten und Anwendungen durch kuratorische Prozesse.

## Inhalte
Bei Museumsexponaten unterscheidet man zunächst allgemein zwischen den realen bzw. analogen Objekten, den digitalen Reproduktionen und den Metadaten. Die analogen Objekte sind die originalen Museumsexponate, digitale Reproduktionen unterscheiden sich von den Originalen oder auch von realen Rekonstruktionen dadurch, dass diese meist als zweidimensionale Bilder wiedergegeben werden. Die Metadaten beschreiben die analogen und digitalen Exponate, um diese zu identifizieren und in den Museen auffindbar zu machen.

## Technische Besonderheiten digitaler Museen
In einer Diplomarbeit von 1990 wird die Umsetzung digitaler Museen wie folgt beschrieben: Im Gegensatz zu Archiven soll ein digitales Museum nicht die getreue Abbildung des realen Vorbildes sein, sondern im Gegenteil sich die Stärken und Schwächen des Internets und der Digitalisierung zunutze machen.
Die Bedienung eines digitalen Museums muss für den Besucher einfach und klar verständlich sein. Die Kontextualisierung und Vernetzung ist viel wichtiger als die Technik alleine.
Zu den wichtigsten Standards digitaler Archive gehören zum Beispiel:
- Lightweight Information Describing Objects (LIDO) zum Austausch von Metadaten
- Dublin Core ist ein Metadatenschema

## Vor- und Nachteile digitaler Museen
- Verfügbarkeit: Die Verfügbarkeit ist immer gegeben, jeder kann zu jeder Zeit ein digitales Museum besuchen, man ist nicht an Öffnungszeiten gebunden.
- Räumlicher Aspekt: Grenzen, Länder und Kontinente müssen nicht überwunden werden um ein digitales Museum zu besuchen. Von einem ästhetischen Standpunkt aus gesehen, kann wohl nur das Original der Mona Lisa im Louvre befriedigend sein; von einem wissenschaftlichen Standpunkt aus kann oft das Digitalisat ausreichen, um die Fragen eines Forschers zu beantworten, ohne eine weite Reise auf sich nehmen zu müssen.
- Individualisierung: In einem traditionellen Museum bleibt oft wenig Zeit, um auf die Besucher individuell einzugehen. Mit einem digitalen Museum kann der einzelne Besucher schneller und leichter an die gewünschten Informationen kommen. Die individuellen Interessen können durch Tracking statistisch ausgewertet werden.
- Entlastung des Museumspersonals: Dadurch, dass ein Museum seine Sammlung teilweise oder gänzlich digitalisiert und im Internet zur Verfügung stellt, ist eine Abnahme des Besucherandranges in bestimmten Fällen zu erwarten.
- Interaktion: Die Besucher des digitalen Museums können mit den Museumsstücken in Kontakt treten und aktiv mehr über sie herausfinden.
- Simulation: Durch digitale Aufarbeitung bietet sich die Möglichkeit, langwierige und/oder komplexe Prozesse für die Besucher besser nachvollziehbar zu machen, zum Beispiel durch 3-D-Darstellungen
- Veralterung: Ein ernstes Problem ist der rasche Wandel der Technik. Man kann nicht voraussehen, welche Dateiformate in Zukunft verwendet werden, um die Digitalisate auch in Zukunft bewahren zu können. Auch manche Programme zur 3-D-Darstellung laufen nur auf bestimmten Betriebssystemen oder Browsern bzw. Inplugs.

## Rechtliche Aspekte
Durch Museumsgesetze werden herkömmliche Museen gesetzlich geregelt. In diesen Gesetzesordnungen werden in verschiedenen Paragrafen Einzelheiten zum Betrieb und zur Verwaltung eines Museums festgelegt. Nicht jedes Land oder Museum hat ein entsprechendes Museumsgesetz. Eine Besonderheit ist das Wiener Museumsgesetz, das für das Historische Museum der Stadt Wien und seine Außenstellen gilt.
Bei Werken der zweiten Hälfte des 20. Jahrhunderts und bei Objektfotografien dieser Zeit, welche die Grundlage der Digitalisate bilden, stehen die Museen wegen des Urheberrechts häufig vor rechtlichen Problemen.